# Артистичне плавання на Чемпіонаті світу з водних видів спорту 2022 — дует, довільна програма
Змагання з артистичного плавання в довільній програмі дуетів на Чемпіонаті світу з водних видів спорту 2022 відбулися 21 і 23 червня 2022 року.

## Результати
Попередній раунд розпочався 21 червня о 09:00 за місцевим часом. The final was started on 23 червня at 16:00.
Зеленим позначено фіналістів
| Місце | Країна          | Плавчині                                       | Попередній раунд | Попередній раунд | Фінал         | Фінал         |
| Місце | Країна          | Плавчині                                       | Очки             | Місце            | Очки          | Місце         |
| ----- | --------------- | ---------------------------------------------- | ---------------- | ---------------- | ------------- | ------------- |
| 1     | Китай           | Ван Люї Ван Цяньї                              | 94.5667          | 1                | 95.5667       | 1             |
| 2     | Україна         | Марина Алексіїва Владислава Алексіїва          | 94.0000          | 2                | 94.1667       | 2             |
| 3     | Австрія         | Анна-Марія Александрі Ейріні-Марина Александрі | 92.0667          | 3                | 92.8000       | 3             |
| 4     | Італія          | Лінда Черруті Констанца Ферро                  | 90.5333          | 4                | 91.3333       | 4             |
| 5     | Іспанія         | Аліса Ожогіна Іріс Тіо                         | 89.9667          | 5                | 90.6667       | 5             |
| 6     | Греція          | Софія Малкогеоргу Євангелія Платаніоті         | 89.3667          | 6                | 89.7000       | 6             |
| 7     | Мексика         | Нурія Діосгадо Хоана Хіменес                   | 87.5333          | 7                | 88.0333       | 7             |
| 8     | Нідерланди      | Брег'є де Брауер Марлус Стенбек                | 86.8000          | 8                | 87.4667       | 8             |
| 9     | США             | Меґумі Філд Наталія Веґа                       | 86.6667          | 9                | 87.0000       | 9             |
| 10    | Ізраїль         | Еден Блехер Шеллі Бобріцкі                     | 85.6000          | 10               | 85.6000       | 10            |
| 11    | Велика Британія | Кейт Шортман Ізабелл Торп                      | 84.9000          | 11               | 84.8667       | 11            |
| 12    | Німеччина       | Марлен Боєр Мішель Ціммер                      | 82.8000          | 12               | 82.9333       | 12            |
| 13    | Швейцарія       | Ілона Фарні Бабу Шупбах                        | 81.4000          | 13               |               |               |
| 14    | Узбекистан      | Діана Онкес Зійодахон Тошхуджаєва              | 81.3333          | 14               |               |               |
| 15    | Південна Корея  | Hur Yoon-seo Lee Ri-young                      | 80.9000          | 15               |               |               |
| 16    | Португалія      | Марія Гонсалвеш Кейла Віейра                   | 79.3333          | 16               |               |               |
| 17    | Сан-Марино      | Ясмін Вербена Ясмін Зонзіні                    | 79.1333          | 17               |               |               |
| 18    | Бразилія        | Лаура Муккусі Анна Велозу                      | 78.8667          | 18               |               |               |
| 19    | Чехія           | Кароліна Клускова Анета Мразкова               | 77.0667          | 19               |               |               |
| 20    | Сербія          | Софія Джипкович Єлена Контич                   | 76.5667          | 20               |               |               |
| 21    | Єгипет          | Фаріда Абдельбари Хана Хієкаль                 | 76.1333          | 21               |               |               |
| 22    | Колумбія        | Меліса Себальйос Естефанія Роа                 | 75.5333          | 22               |               |               |
| 23    | Хорватія        | Антонія Гулєв Клара Шилободець                 | 74.1000          | 23               |               |               |
| 24    | Аргентина       | Луїсіна Кауссі Каміла Пінеда                   | 74.0667          | 24               |               |               |
| 25    | Швеція          | Анна Гоґдаль Клара Тернстрем                   | 73.0667          | 25               |               |               |
| 26    | Австралія       | Пем Куросава Зої Поуліс                        | 70.8667          | 26               |               |               |
| 27    | Туреччина       | Селін Тельджі Едже Унгьор                      | 70.2333          | 27               |               |               |
| 28    | Таїланд         | Понгпімпорн Понгсуван Супітчая Сонгпан         | 69.0000          | 28               |               |               |
| 29    | Куба            | Габріела Альпахон Стефані Урбіна               | 68.5333          | 29               |               |               |
| 30    | Аруба           | Марія Салазар Мелані Тромп                     | 67.6667          | 30               |               |               |
| 31    | Коста-Рика      | Андреа Марото Ракель Суньїга                   | 66.4000          | 31               |               |               |
| 32    | ПАР             | Скай Макдоналд Ксера Веґтер                    | 65.2333          | 32               |               |               |
| 33    | Мальта          | Thea Blake Ana Culic                           | 65.2000          | 33               |               |               |
| –     | Нова Зеландія   | Ева Морріс Еден Ворслі                         | Did not start    | Did not start    | Did not start | Did not start |
| –     | Сінгапур        | Деббі Со Мія Йон                               | Did not start    | Did not start    | Did not start | Did not start |